# Dalekowschodni Okręg Wojskowy (Federacja Rosyjska)
Dalekowschodni Okręg Wojskowy odznaczony Orderem Czerwonego Sztandaru (ros. Краснознаменный Дальневосточный военный округ) – dawna jednostka administracyjno-wojskowa Sił Zbrojnych Federacji Rosyjskiej, obejmująca całość obiektów militarnych - w tym jednostki wojskowe, zakłady przemysłu zbrojeniowego, jednostki paramilitarne - stacjonujących we wschodniej części FR w okresie 1991–2010.

## Historia
Swoją genezę miał w Dalekowschodnim Okręgu Wojskowym ZSRR (1935-1991).
Obejmował 10 jednostek administracyjnych Federacji Rosyjskiej, liczył ok. 75 tys. żołnierzy. Na uzbrojeniu posiadał około 3900-4500 czołgów, 3800-6000 innych wozów bojowych, 50–100 wyrzutni rakiet taktycznych „Toczka” i 3000-3500 zestawów artyleryjskich. Sprzęt w zdecydowanej liczbie był składowany w magazynach mobilizacyjnych.
1 grudnia 2010 wszedł w skład Wschodniego Okręgu Wojskowego.

## Struktura organizacyjna
W 2009
| Nazwa jednostki                                       | Garnizon                          |
| ----------------------------------------------------- | --------------------------------- |
| 57 Gwardyjska Krasnogrodzka BZmot                     | Bikin;                            |
| 59 Brygada Zmotpryzowana                              | Sergiejewka / Kraj Przymorski;    |
| 60 Samodzielna BZmot                                  | Lipowcy, Kraj Przymorski;         |
| 70 BZmot                                              | Barabasz/Ussuryjsk;               |
| 237 Baza Sprzętu i Uzbrojenia ( 89 BZmot)             | Bikin;                            |
| 245 BSiU, na bazie formowana 93 BZmot                 | Lesozawodzk                       |
| 247 BSiU, na bazie formowana 94 BZmot                 | Sybircewo                         |
| 38 Gwardyjska BZmot, Jekaterynosławka                 | obwód amurski;                    |
| 64 BZmot                                              | Chabarowsk;                       |
| 69 Świrsko-Pomorska Brygada Osłony                    | Babstowo, Obwód Żydowski;         |
| 240 BSiU, na bazie formowana 90 BZmot                 | Biełogorsk                        |
| 243 BSiU, na bazie formowana 92 BZmot                 | Chabarowsk,                       |
| 261 BSiU, na bazie formowana 95 BZmot                 | Mohowa Pad,                       |
| 18 Dywizja Forteczna                                  | Garjaczyje Kluczy, obwód Kurylski |
| 39 BZmot                                              | Homutowo, Sahalin;                |
| 230 BSiU, na bazie formowana 88 BZmot                 | Dacznoje,                         |
| 83 Brygada Desantowo-Szturmowa                        | Ussuryjsk;                        |
| 392 Okręgowe Centrum Szkolenia Młodszych Specjalistów | Chabarowsk;                       |
| 14 Brygada SpecNaz                                    | Ussuryjsk                         |
| 107 Mozyrska Brygada Rakiet Operacyjno-Taktycznych    | Birobidżan;                       |
| 20 Gwardyjska Berlińska BROT                          | Spaskij Dalnyj;                   |
| 338 Brygada Artylerii Rakietowej                      | Nowosysojewka;                    |
| 165 Brygada Artylerii                                 | Nikolskoje;                       |
| 305 BA                                                | Ussuryjsk;                        |
| 104 Kałuska Brygada Łączności                         | Chabarowsk;                       |
| 106 Brygada Łączności.                                |                                   |
| 7020 Baza Sprzętu i Uzbrojenia                        | Ussuryjsk;                        |
| 7021 BSU                                              | Nikolskoje;                       |

## Dowódcy okręgu
- gen. płk Wiktor Nowożyłow (1988–1992)
- gen. płk Wiktor Czeczewatow (1992–1999)
- gen. armii Jurij Jakubow (08.1999–09.2006)[3]
- gen. płk Władimir Bułgakow (09.2006–12.2008)
- gen. płk Oleg Salukow (12.2008–12.2010)